# Ménétrol
Ménétrol é uma comuna francesa na região administrativa de Auvérnia-Ródano-Alpes, no departamento Puy-de-Dôme. Estende-se por uma área de 8,93 km². Em 2010 a comuna tinha 1 655 habitantes (densidade: 185,3 hab./km²).